# Houédogli
Houédogli ist ein Arrondissement im Département Couffo im westafrikanischen Staat Benin. Es ist eine Verwaltungseinheit, die der Gerichtsbarkeit der Kommune Toviklin untersteht.

## Demografie und Verwaltung
Gemäß der Volkszählung 2013 des beninischen Statistikamtes INSAE hatte das Arrondissement 16.066 Einwohner, davon waren 7386 männlich und 8680 weiblich.
Von den 65 Dörfern und Quartieren der Kommune Toviklin entfallen zwölf auf Houédogli:
1. Abloganmè
2. Adjohoué
3. Affomadi
4. Hewogbé
5. Houédogli Centre
6. Houégangbé
7. Kpakouihoué
8. Lagbahomè
9. Lagbakada
10. Tadokomè
11. Tchankada
12. Zougoumè